# خزائن الكتب في بغداد العباسية
خزائن الكتب في بغداد ابان العصر العباسي 

## مقدمة
لقد كانت بغداد في العصر العباسي حاضرة العلم والأدب من خلال توافد طلبة العلم اليها من كل حدب وصوب فحفلت دار السلام بعدد كبير من خزائن الكتب ودور العلم التي كانت تنشأ إما مستقلة أو في المساجد أو المدارس أو الربط وحتى في المنازل وكذلك في قصور الخلفاء والملوك والامراء والوزراء أضافة إلى خزائن الكتب التي في بيوت العلماء والأدباء والكُتاب والمدرسين وغيرهم.
حيث ان بغداد أصبحت قبلة طالبي العلم والعلماء فلم تنافسها أي مدينة إسلامية أخرى في كثرة كتبها ومكتباتها لانها أولى المدن التي أنشئت فيها الخزائن ودور العلم. وان إنشاء هذه الخزانات قد تم في اوج ازدهار الحضارة العربية في البلاد الإسلامية. ولم ينافسها فيما بعد إلا قرطبة في الأندلس ابان الخلافة الأموية، والقاهرة في خلافة الفاطميين.
وقد ذكر القلقشندي أشهر خزائن الكتب فقال: قد كان للخلفاء والملوك في القديم بها مزيد اهتمام وكمال اعتناء حتى حصلوا منها على العدد الجم وحصلوا على الخزائن الجليلة.
ويقال: إن اعظم خزائن الكتب في الإسلام ثلاث خزائن:

### 1-خزانة الخلفاء العباسيين ببغداد
```
فكان فيها من الكتب ما لا يحصى كثرة ولا يقوم عليه نفاسة ولم تزل على ذلك إلى ان دهمت 
التتر
 بغداد، بقيادة ملكهم 
هولاكو
 الذي قتل 
المستعصم بالله
 آخر الخلفاء العباسيين ببغداد فذهبت خزانة الكتب فيما ذهب، وذهبت معالمها وعفيت آثارها.
```

### 2-خزانة الفاطميينبمصر
```
وكانت من اعظم الخزائن واكثرها جمعاً للكتب النفيسة من جميع العلوم. ولم تزل كذلك إلى ان انقرضت دولتهم بموت العاضد آخر خلفائهم، وإستيلاء السلطان صلاح الدين يوسف بن أيوب على المملكة بعدهم. فاشترى القاضي الفاضل أكثر كتب هذه الخزانة ووقفها بمدرسة الفاضلية بدرب ملوخيا بالقاهرة، فبقيت فيها إلى ان استولت عليها الايدي فلم يبقى منها إلا القليل.
```

### 3-خزانة خلفاءبني أميةبالأندلس
```
وكانت من أجل خزائن الكتب ايضاً، ولم تزل إلى إنقراض دولتهم باستيلاء ملوك الطوائف على 
الأندلس
، فذهبت كتبها كل مذهب. 
```

وهنا لا بد من الإشارة إلى خزائن الكتب في المساجد التي كانت تقام فيها حلقات التدريس حيث كانت بامس الحاجة اليها، إضافة إلى ما قام به الخلفاء العباسيين من تاسيس خزانات كتب خاصة بهم، كما ان خزائن الكتب في المدارس وخزائن كتب الاشخاص التي كانت تزخر بعشرات الألوف من تلك الكتب.

## أشهر خزائن الكتب للخلفاء وكبار رجال الدولة

### •خزانة الحكمة
```
بيت الحكمة
: وهي غير 
دار الحكمة
 التي في القاهرة. وبيت الحكمة هذا ببغداد، هو خزانة 
الرشيد
 وابنه 
المأمون
. وكان فيها خُزّان وكُتّاب ومترجمون من أمثال: محمد وأحمد والحسن أبناء 
موسى بن شاكر
 المنجم المأموني، 
ومحمد بن موسى الخوارزمي
، وسعيد بن هارون الكاتب، 
وحنين بن إسحق
 العبادي، وابنه 
إسحق
 وابن اخته 
حبيش بن الحسن الأعسم
، 
وثابت بن قرة
، 
وعمر بن الفرَّخان الطبري
.
```

### •خزانةعضد الدولةالبويهي
```
المتوفى سنة 372ه‍، ويصفها المقدسي بانها: أزج طويل في صفة كبيرة فيه خزائن من كل وجه. وقد الصق إلى جميع حيطان الأزج والخزائن بيوتاً طولها قامة في عرض ثلاثة اذرع من الخشب المزوق عليها ابواب تتحدر من فوق. والدفاتر منضدة على الرفوف لكل نوع بيوت وفهرستات فيها اسامي الكتب لا يدخلها الا وجيه.
```

### •خزانة الوزيرابي نصر سابور بن اردشير
```
ذكر ابن الجوزي في حوادث سنة 373 ه‍ وفي سنة 416ه‍، ان أبا نصر ابتاع في 381ه‍ دارا بالكرخ بين السورين وعمرها وبيضها وسماها دار العلم، وحمل اليها كتب العلم من كل فن حتى بلغت أكثر من عشرة آلاف مجلد. وعمل لها فهرستاً، ووقف عليها الوقوف.ورد النظر في أمورها ومراعاتها والأحتياط عليها إلى أربعة من كبار علماء بغداد.
```

### •خزانة الوزير أبي منصور بن فتة
```
وقفها على طلاب العلم. وكان قد جمع فيها تسعة عشر ألف مجلد، مافيها الا أصل منسوب وفيها أربعة آلاف ورقة بخط 
ابن مقلة
.
```

### •خزانة أبي ألحسن محمد بن هلال الصابي
```
وقفها في شهر رجب من سنة 453 ه‍، بشارع ابن أبي عوف من غربي مدينة السلام ونقل إليها نحو ألف كتاب.
```

### •خزانةالناصر لدين اللهالعباسي
```
ويظهر إنها كانت خزانة عظيمة نقل عدداً كبيراً من كتبها إلى خزانة دار المسناة. وإلى الرباط الخاتوني السلجوقي، وإلى 
المدرسة النظامية
.
```

### •خزانةالمستنصر بالله
```
وهي الخزانة التي نقل منها فيما ذكره المؤرخون نحو ثمانين الف كتاب إلى خزانة المستنصرية. ومن أشهر خزانها مدرس النظامية القاضي أبو محمد عبد الله البادراني، وضياء الدين أحمد بن عبد العزيز بن دلف الناسخ.
```

### •خزانةالمستعصم
```
وكانت تتكون من خزانتين متقابلتين اختير لهما كانبان هما: الشيخ زكي الدين عبد الله بن حبيب، 
وصفي الدين الأرموي
 أحد فقهاء الشافعية بالمستنصرية، وقد سلمت الخزانة الأولى إلى شيخ المستعصم، العدل شمس الدين علي بن النيار ناظر المستنصرية، وسلمت الخزانة الثانية إلى صفي الدين الأرموي.
```

## •خزانةالوزير مؤيد الدين بن العلقمي
ذكر المؤرخ ابن الطقطقي في كتابه الفخري في الاداب السلطانية ان الوزير مؤيد الدين بن العلقمي وزير الخليفة العباسي المستعصم بالله كانت له في بغداد خزانة كتب اشتملت على عشرة آلاف مجلد من نفائس الكتب.

## أشهر الخزائن الشخصية
- خزانة ابن النديم صاحب الفهرست.
- خزانة الشريف الرضي صاحب دار العلم.
- خزانة الشريف المرتضى.
- خزانة أبي بكر الخطيب البغدادي.
- خزانة إبن التلميذ.
- خزانة إبن الجوزي البكري.
- خزانة ابن المارستانية البكري التيمي.
- خزانة ابن البرفطي الأنصاري.
- خزانة ابن النجار البغدادي، المؤرخ شيخ الحديث في المستنصرية.
- خزانة صفي الدين عبد المؤمن بن عبد الحق الحنبلي، مدرس المستنصرية.

## أشهر خزائن المدارس

### •خزانة مدرسةأبي حنيفة
والتي أُنشئت سنة 459 ه‍، ووقفت فيها كتب كثيرة قيمة، وكان فيها أكثر مؤلفات الجاحظ. وكان من واجبات المدرس في مدرسة ابي حنيفة ان يثبت ما بخزانة الكتب من المجلدات وغيرها معارضا ذلك بفهرسته، متطلبا ما عساه قد شذ منها. وان يأمر خازنها بعد إستصلاحه، بمراعاتها ونفضها في كل وقت، ومرمة شعثها وان لا يخرج شيئاً منها الا إلى ذي أمانة، مستظهراً بالرهن عن ذلك.

### •خزانةالمدرسة النظامية
```
وقد افتتحت سنة 459 ه‍، وكان لها خزان ومشرفون حفلت باخبارهم كتب التراجم، وقد جمع فيها 
نظام الملك
 مختلف الكتب. كما ان الخليفة 
الناصر لدين الله
 امر بعمارة الخزانة ونقل اليها من الكتب النفيسة ألوفاً لا يوجد مثلها.
```

### •خزانةالمدرسة البشيرية
```
أنشأتها 
باب بشير
 زوجة 
المستعصم
 وأم ولده محمد أبي نصر على المذاهب الأربعة. وافتتحت سنة 653ه‍، وكانت كتبها لا تعار الا برهن حافظ لقيمتها.
```

وقد اشتملت خزائن الأشخاص وخزائن المدارس ودور العلم على ألوف كثيرة من الكتب النفيسة في مختلف أصناف العلوم.

### •خزانةالمدرسة المستنصرية
كانت مرجعاً عاماٌ لطلاب المستنصرية ومدرسيها وشيوخها، كما كانت مرجعاً لطلاب العلم والعلماء من خارج المستنصرية، وكان فيها خازن للكتب، ومشرف على الخازن، ومناول للكتب، وجميعهم يتقاضون أجوراً مقابل ما يقدمونه من عمل. وجعلت رسوماً على من يريد الاستنساخ، ورتبت لهم فيها الاوراق والأقلام.